# Черкаський Юрій Аронович
Юрій Аронович Черкаський (1912, Луганськ — 1944, побл. Вітебськ) — російський радянський письменник з Донбасу.

## Життєпис
Народився у вересні 1912 в Луганську. Виріс в шахтарському середовищі. Навчався в фабрично-заводському училищі. Тут працював на паровозобудівельному заводі імені Жовтневої революції.
Перші вірші були надруковані в заводській багатотиражній газеті «Октябрський гудок», а потім у виданні «Луганська правда». Друкуватися почав у тридцяті роки в журналах «Забой» та «Літературний Донбас». Його поетичне становлення пов'язане з організацією Союз пролетарських письменників Донбасу «Забой».
У 1933 в Москві вийшла перша книга поета «Крокви», перед війною видані збірки віршів «Відвага», «Спрага», «Лірика», «Міст». У творах довоєнних років поет оспівав героїчні справи трудівників «Луганстроя», натхненну працю гірників, соціалістичні перетворення рідного краю.
На фронт пішов добровольцем. У роки війни виступав з віршами в газетах 3-го Білоруського фронту, оспівував героїзм і мужність радянського воїна, його мрії про мир, дружбу, кохання. Загинув у бою в Білорусі під Вітебськом 8 лютого 1944. У видавництві «Донбас» видано дві посмертні збірки віршів поета.

## Збірки віршів
- «Стропіла» (1933)
- «Отвага»
- «Жажда»
- «Лирика»
- «Мост»